# Jerzy Iwanicki
Jerzy Iwanicki herbu Zbiświcz (zm. przed 3 września 1702 roku) – skarbnik wołyński w latach 1676-1702.
Poseł sejmiku stargardzkiego na sejm 1685 roku.